# Pouteria franciscana
Pouteria franciscana är en tvåhjärtbladig växtart som beskrevs av Charles Baehni. Pouteria franciscana ingår i släktet Pouteria och familjen Sapotaceae. IUCN kategoriserar arten globalt som livskraftig. Inga underarter finns listade i Catalogue of Life.